# Мениппея
Мениппе́я — вид серьёзно-смехового жанра. Термин использовался М. М. Бахтиным в «Проблемах поэтики Достоевского» для обобщения античного жанра «мениппова сатира» (само слово употреблялось уже в Древнем Риме Варроном в I веке до нашей эры). Но часто эти понятия отождествляют (так, название книги Варрона лат. Saturae menippeae обычно переводится как «Менипповы сатиры», но иногда «Мениппея»).
Вокруг понятия мениппеи ведётся постоянная полемика среди литературоведов и филологов. В частности, термин подвергал критике М. Л. Гаспаров, причисляя мениппею к «широкомасштабной историко-литературной фантазии».

## Особенности жанра
По М. М. Бахтину мениппея, в отличие от менипповой сатиры, охватывает литературные явления разных эпох: это новеллы Возрождения, средневековые сатиры и философские повести. Черты мениппеи есть в древнерусском шутовстве, раёшном стихе, сатирах XVII—XVIII веков. М. М. Бахтин, сравнивая с сократическим диалогом мениппову сатиру, вывел 14 особенностей последней.
1. Увеличен удельный вес смехового элемента.
2. Отсутствуют требования правдоподобия сюжета.
3. Цель — создавать исключительные ситуации для провоцирования и испытания философской идеи.
4. Сочетание глубокой символики с крайним и грубым трущобным натурализмом.
5. Смелость вымысла и фантастики сочетается с философским универсализмом и предельной миросозерцательностью.
6. Трёхпланное построение: действие переносятся с Земли на Олимп и в преисподнюю.
7. Наблюдение действия с необычной точки зрения или ракурса (пример: наблюдение над жизнью города с высоты).
8. Морально-психологическое экспериментирование: изображение нестандартных морально-психических состояний, вплоть до безумия.
9. Характерны сцены скандалов, эксцентрического поведения и нарушения общепринятого хода событий.
10. Резкие контрасты описаний (пример: добродетельная гетера или ставший рабом император) вплоть до оксюморонов.
11. Элементы социальной утопии.
12. Широкое использование вставных жанров, смешение прозы и поэзии.
13. Смешение стилей.
14. Злободневность.

Для мениппеи очень характерны сцены скандалов, эксцентричного поведения, неуместных речей и выступлений, то есть всяческие нарушения общепринятого и обычного хода событий, установленных норм поведения и этикета, в том числе и речевого. Эти скандалы по своей художественной структуре резко отличны от эпических событий и трагических катастроф. Существенно отличаются они и от комедийных потасовок и разоблачений. Можно сказать, что в мениппее появляются новые художественные категории скандального и эксцентрического, совершенно чуждые классическому эпосу и драматическим жанрам.
Следует учесть, что изначально «мениппова сатира» — это индивидуальное сочинение Варрона, а не жанр. При этом в древности никто не называл «менипповой сатирой» некие другие произведения вплоть до известного памфлета конца XVI века «Satyre Ménipée de la vertu de Catholicon d’Espagne et de la tenue des Estates de Paris». И. Казобон в начале XVII в. обобщил схожие литературные произведения в греческой и римской литературе, выделив мениппову сатиру как жанр, так что Бахтин не был изобретателем идеи. Однако Бахтин пошёл дальше: он отверг принцип последовательного развития культур, национальные хронологии и сравнительный анализ национальных европейских литератур, заявляя меннипею как некую «ось» сквозь времена и европейские культуры.
Бахтин разделяет познание вещей, которое для него монологично и вневременно, и познание личности, которое понимает диалогично и исторично. Первое стремится к точности, второе — к глубине описания. В целом Бахтин стремится «освободить» гуманитарные науки не только от требования согласованности с естественнонаучными дисциплинами, но отвергает и психологию, которая, с его точки зрения, «расчленяет» смысл: «логика смысла не психологическая логика».
Важной характеристикой мениппеи является не просто полифония изложения, но и амбивалентность смыслов: различные точки зрения, миры и концепции представляются как равноправные, без выделения «правильной» точки зрения и даже «главной» по отношению к остальным, их диалог равноправен. Эта черта жанра связана с концепцией карнавальности.
Концепция Бахтина получила отклик в англо-американской среде. Нортроп Фрай назвал мениппову сатиру ведущим жанром для 1950-х годов, Филипп Стевик назвал жанровую классификацию, учитывавшую мениппею, самым значимым и влиятельным событием теории литературной критики XX века. К. Кларк и М. Холквист отнесли к жанру множество романов XX века таких авторов, как Г. Мелвилл, Т. Манн, Р. Роллан, Ф. Кафка, Дж. Джойс, Ф. О’Брайан, М. Булгаков. К мениппее относили также постмодернистскую литературу: «Улисса» Джойса, «Пустошь» Элиота и др., заявляя их как литературное отражение тотальной карнавализации сознания и культуры XX века, которое требует участия в нём читателя.
Литературоведы С. Пискунова, В. Пискунов считают «„низовым“ ответвлением „мениппейной“ прозы» научную фантастику, отмечая, что мениппея когда-то сама была «низовой» словесностью и что научная фантастика «сумела сохранить верность принципам дерзостно-экспериментального, игрового, насмешливо-антидогматического художественного мышления в годы, когда признаком хорошего тона считались натужная патетика и вымученная серьёзность, а само имя М. Булгакова было под запретом». В качестве примера С. Пискунова и В. Пискунов называют творчество Стругацких. Литературовед М. Назаренко относит к жанру мениппеи роман «Эфиоп» Б. Г. Штерна.
Внимание к жанру можно объяснить веяниями современности. Ю. Кристева образно назвала мениппею политической журналистикой древнего мира. При этом время, в которое родился жанр, системно напоминает современность. Бахтин отмечал, что в ту эпоху происходил отход от вековых этических норм понимания настоящего как повторения прошлого, шла борьба за осмысление будущего, выражавшаяся в борьбе разнообразных мировоззрений, религиозных и философских. Практически то же самое происходит и сейчас. Поэтому мениппея органично вписывается в жанр фэнтези, наглядный пример: творчество Макса Фрая.
Жанр мениппеи, если обобщить, становится востребованным во время перехода общества в новое состояние, когда имеется желание преобразования, но ещё нет достаточного понимания обновления, и поэтому ожидания зачастую реализуются трагикомичным образом.

## Критика
Концепция Бахтина о мениппее подвергалась критике со стороны ряда литературоведов и культурологов. М. Л. Гаспаров указывал, что изначально концепция берётся по отношению к сатирическим произведениям Мениппа и Варрона, известных лишь краткими фрагментами, допускающими достаточно произвольное трактование. Далее Бахтин подводит под жанр мениппеи античные произведения таких авторов, как Петроний, Апулей, Лукиан, Боэций. Более того, он заявляет мениппеей и не сохранившиеся тексты Антисфена, Гераклида и Биона. Затем перечисляются Эразм, Рабле, Сервантес, Гриммельсгаузен, Вольтер, Гофман, Бальзак и Достоевский. По сути Бахтин искусственно возвеличивает предлагаемый им жанр, находя его черты едва ли не у каждого автора и называя мениппею «важнейшей разновидностью европейского романа».
Более того: список из 14 признаков мениппеи странен тем, что ни один из этих признаков не встречается во всех образцах жанра, перечисленных Бахтиным в качестве примеров. Так, у Боэция нет ничего смешного, у Апулея — злободневного, «фантастической точки зрения» нет у Горация и т. д. При этом Бахтин даже разговор Раскольникова с Соней в «Преступлении и наказании» называет «христианской мениппеей». Эту странность объясняет М. Л. Гаспаров: Бахтин продвигает свою концепцию не как филолог, а как философ. Для него важна этика, и свои представления о должном он проецирует на литературу. Поэтому ему важен процесс выбора, становления поступка, а не система литературного произведения. Упорядоченность отвергается и превозносится трагический хаос и комический хаос Рабле. Бахтин подаёт тему мениппеи как элемент теории полифонического романа, но со стороны видно, что изложение истории серьёзно-смехового аспекта «интересно, но все же это только добавление. Оно много теряет по сравнению с мощными идеями полифонии и двуголосия и само по себе не порождает глубокой интерпретации, не открывает ничего существенного в Достоевском».
Бахтин также выделяет две главные линии развития мениппеи: «церковно-проповедническая», представленная Достоевским, и «цирково-балаганная», к которой относит Гоголя. Упомянув «целый пучок таких линий», он не раскрывает вопрос далее.
Современная филология относится к концепции Бахтина скептически. Во-первых, под сомнением само понимание мениппеи как античного жанра: её можно рассматривать как некий «антижанр», который не обладает своей спецификой, в просто «подрывает» существующие литературные конвенции. Во-вторых, сомнительна преемственность сквозь времена, от античности и до Достоевского.
Ещё в начале 1970-х годов М. Л. Гаспаров определил терминологию Бахтина как «вызывающе-неточную», а С. С. Аверинцев указал на необходимость подходить к выдаче «статуса жанра» с ответственностью и пониманием «условности всей этой процедуры».